# Open Rouen Métropole
L'Open Rouen Métropole è un torneo femminile di tennis che si tiene a Rouen in Francia dal 2022. Dal 2024 è un torneo di categoria WTA 250 e si gioca sulla terra rossa indoor del Kindarena Sports Complex. In passato è stato un torneo della categoria WTA 125 e si giocava su gli stessi campi, ma sul cemento. 

## Albo d'oro

### Singolare
| Anno | Categoria | Campionessa       | Finalista         | Punteggio     |
| ---- | --------- | ----------------- | ----------------- | ------------- |
| 2022 | WTA 125   | Maryna Zanevska   | Viktorija Golubic | 7–6(6), 6–1   |
| 2023 | WTA 125   | Viktorija Golubic | Ėrika Andreeva    | 6–4, 6–1      |
| 2024 | WTA 250   | Sloane Stephens   | Magda Linette     | 6–1, 2–6, 6–2 |
| 2025 | WTA 250   | Elina Svitolina   | Olga Danilović    | 6-4, 7-6(8)   |

### Doppio
| Anno | Categoria | Campionesse                          | Finaliste                        | Punteggio   |
| ---- | --------- | ------------------------------------ | -------------------------------- | ----------- |
| 2022 | WTA 125   | Natela Dzalamidze Kamilla Rachimova  | Misaki Doi Oksana Kalašnikova    | 6–2, 7–5    |
| 2023 | WTA 125   | Maia Lumsden Jessika Ponchet         | Anna Bondár Kimberley Zimmermann | 6–3, 7–6(4) |
| 2024 | WTA 250   | Tímea Babos Irina Chromačëva         | Naiktha Bains Maia Lumsden       | 6–3, 6–4    |
| 2025 | WTA 250   | Aleksandra Krunić Sabrina Santamaria | Irina Chromačëva Linda Nosková   | 6-0, 6-4    |